# Đurkovići
Pour les articles homonymes, voir Anton Durcovici.
Đurkovići (en serbe cyrillique : Ђурковићи) est un village de l'est du Monténégro, dans la municipalité de Podgorica.

## Démographie

### Évolution historique de la population
| 1948 | 1953 | 1961 | 1971 | 1981 | 1991 | 2003 |
| ---- | ---- | ---- | ---- | ---- | ---- | ---- |
| 256  | 241  | 237  | 175  | 156  | 101  | 90   |